# Etna Scorza

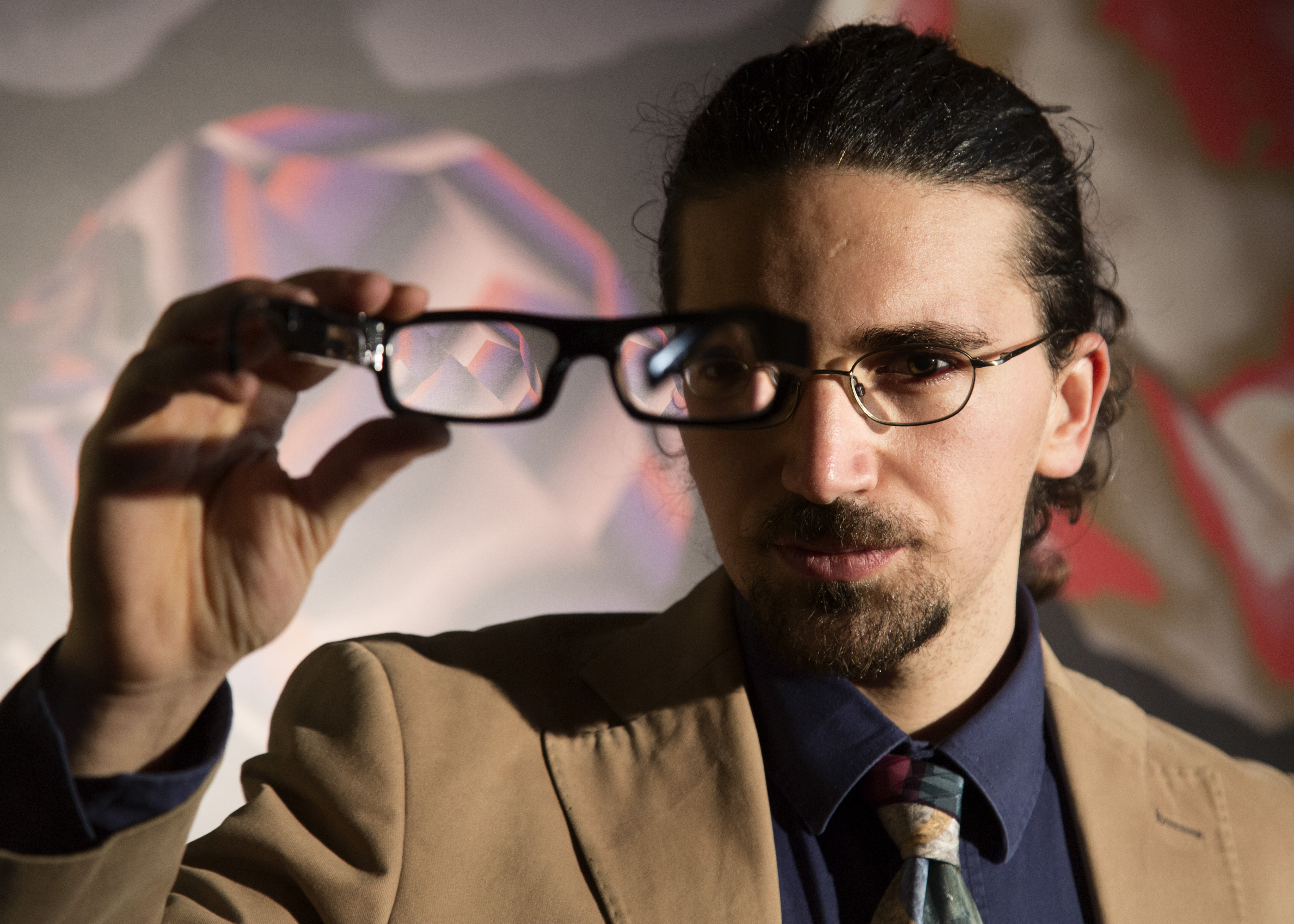
Etna Scorza mit den Gläsern für das Medusa-Projekt

Etna Scorza (* 5. Juli 1991 in Neapel) ist ein italienischer Fotograf, der auf geheime Fotografie spezialisiert hat, bei der das Foto mit versteckten Kameras aufgenommen wird.

## Biografie
Scorza wurde am 5. Juli 1991 in San Giovanni a Teduccio, einem Stadtteil in den östlichen Vororten von Neapel, geboren. Er lebte in Lissabon und Santander. Er arbeitete als Bibliothekar in Perugia, wo er seit 2020 lebt. Er studierte an der Universität von Neapel, der Neuen Universität von Lissabon und der Universität von Perugia. 2016 schloss er sein Studium der ästhetischen Philosophie ab. Im Februar 2018 nahm er als Dozent an einer Tedx-Konferenz in Neapel teil und im September 2019 nahm er auch bei dieser Gelegenheit als Redner an der Sharper Night „European Researchers 'Night“ teil.
Durch die Verwendung einer unsichtbaren Kamera, die in einer normalen Brille versteckt ist, fällt der Blick ahnungsloser Passanten auf den Fotografen, wenn er durch die Straßen der Stadt geht. Im Zuge seines Méduses-Projekts besuchte er die Städte Lissabon, Paris, Barcelona und London Florenz, Bologna, Venedig, Mailand und Turin. und fotografierte Passanten und Straßenszenen.

## Ausstellung
- Lo Sguardo, 22. Juni bis 31. August 2017, kritische Präsentation von Giorgio Grasso, Kunstgalerie Mag-Mediolanum, Padua.[8]

## Preis
- 2017: Nominiert für die Fine Art Photography Awards[9]
- 2017: Lobende Erwähnung bei den International Photography Awards[10]
- 2018: Prix Italia, YLAB[11]